# Буковель
Букове́ль — популярний всесезонний курорт в Україні в Карпатах, найбільший гірськолижний курорт східної Європи з загальною довжиною трас 58 км. Курорт розташовано на теренах села Поляниця, біля підніжжя однойменної гори Буковель на висоті 920 метрів над рівнем моря. Найвища точка курорту — г. Довга — 1372 м. Зимовий сезон може тривати з грудня до квітня.

## Назва
Назва курорту походить від назви гори Буковель (гуцульською говіркою оронім автентично звучав як Буков’яль), біля підніжжя якої було його побудовано.

## Географія
Курорт розташований неподалік від села Поляниця Івано-Франківської області, за 30 км від міста Яремче і за 100 кілометрів на південний захід від міста Івано-Франківськ.
Буковель розташований на п'яти горах: Буковель (1127 м), Бульчиньоха (1455 м, Буковель освоїв висоту 1150 м), Довга (1373 м), Бабин Погар (1 180 м), Чорна Клева (1 241 м). Завдяки цьому курорт має більш ніж 75 км трас всіх рівнів складності.
Буковель розташований на території басейну р. Прутець Яблуницький, лівої притоки р. Прут (басейн Дунаю). На р. Гнилиця (лівій притоці р. Прутець Яблуницький) у 2012 році збудовано штучну водойму, найбільше штучне озеро в Україні — Озеро Молодості, площею 6,8 га (співмірною з площею карпатського озера Синевир).
Найближча залізнична станція — Татарів-Буковель (близько 15 кілометрів).

## Історія курорту
Історія курорту починається з 2000, коли між ТзОВ «Скорзонера» та фірмою «Горизонт АЛ» було укладено угоду про створення туристично-рекреаційного комплексу цілорічного функціонування. Було проведено передпроєктні дослідження території, розглянуто можливі варіанти розміщення гірськолижних полів і осей канатних доріг першої черги. До досліджень території, а також створення майстер-плану були залучені провідні іноземні компанії, зокрема австрійська фірма Plan-Alp і канадська Ecosign.
Наприкінці 2001 зроблені стартові роботи із запуску першої канатної дороги комплексу — витягу довжиною 691 м на північному схилі гори Буковель. Паралельно з будівництвом канатної дороги розроблялися варіанти розміщення парнокрісельної канатної дороги на північно-західному схилі гори Буковель. У вересні-жовтні 2002 цей проєкт реалізовано у вигляді канатної дороги довжиною 1000 м. У 2003 відкрили другий схил — траси 2А і двокрісельного витягу. У 2004 відкрито трасу 7А, на якій розміщено бугельний підйомник і розпочато активну підготовку до створення масштабної гірськолижної арени. У 2012 курорт визнано найбільш швидкозростаючим гірським курортом світу. У 2015—2017 роках цифрова агенція Postmen проводила на курорті найвисокогірніші в Україні спортивні змагання серії Sport Weekends: Sprint Triathlon Cup, Mountain UltraSwim, Triathlon Olympic Cup, 100 БукоМиль — Bukovel 160km UltraTrail, Vertical Run, Endurance UltraTrail, 1/2 Iron Triathlon. У грудні 2016 внаслідок націоналізації ПриватБанку частина курорту Буковель перейшла у власність держави У жовтні 2018 державну частку виставлено на продаж.
|                     | 2003/2004 сезон | 2004/2005 сезон | 2006/2007 сезон | 2008/2009 сезон | 2010/2011 сезон | 2023         | 2024         |
| ------------------- | --------------- | --------------- | --------------- | --------------- | --------------- | ------------ | ------------ |
| Загалом             | 48 тисяч        | 206 тисяч       | 400 тисяч       | 850 тисяч       | 1,2 мільйони    | 2,3 мільйони | 2,5 мільйони |
| Серед них іноземців |                 |                 |                 |                 | 8-10 %          |              |              |

## Інфраструктура

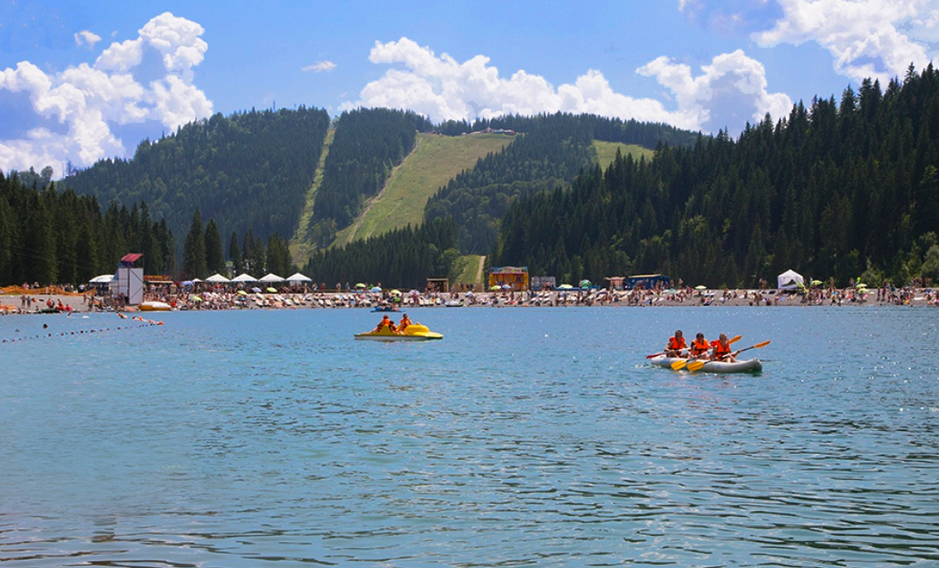
Велике озеро
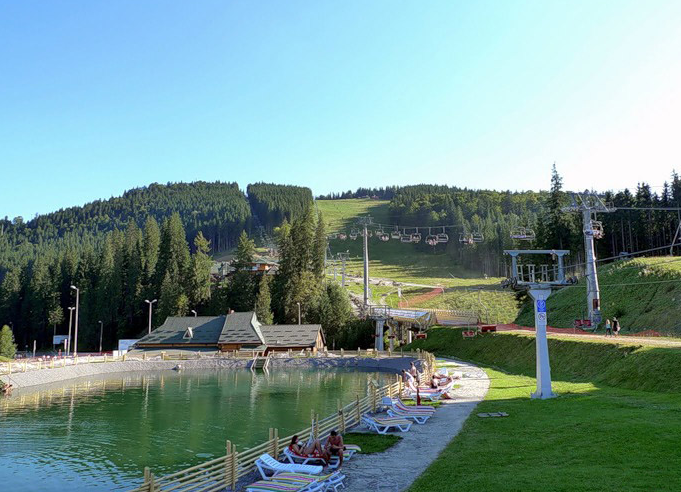
Мале озеро з екологічною системою підігріву
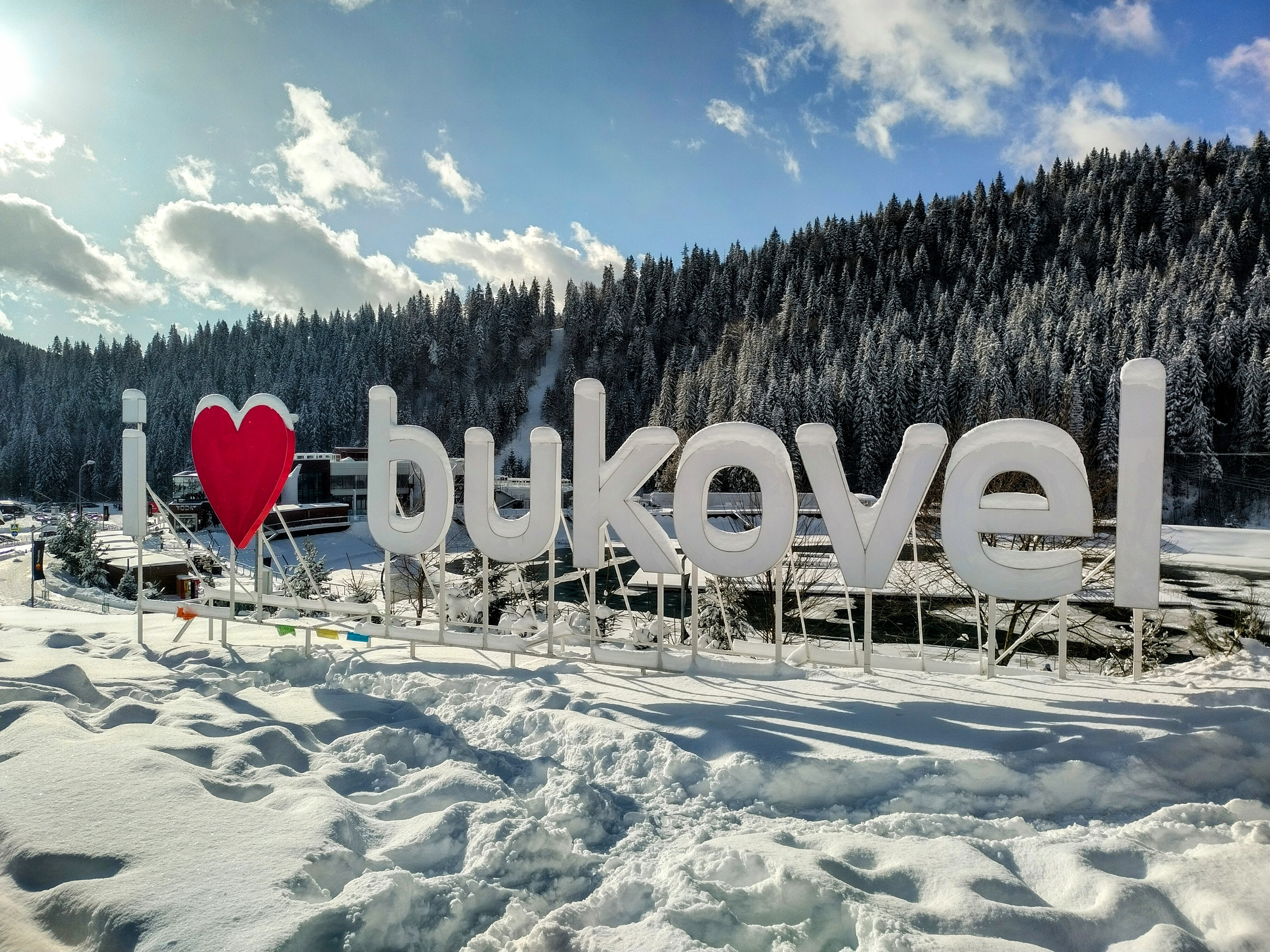
Арт-об'єкт «I love bukovel»
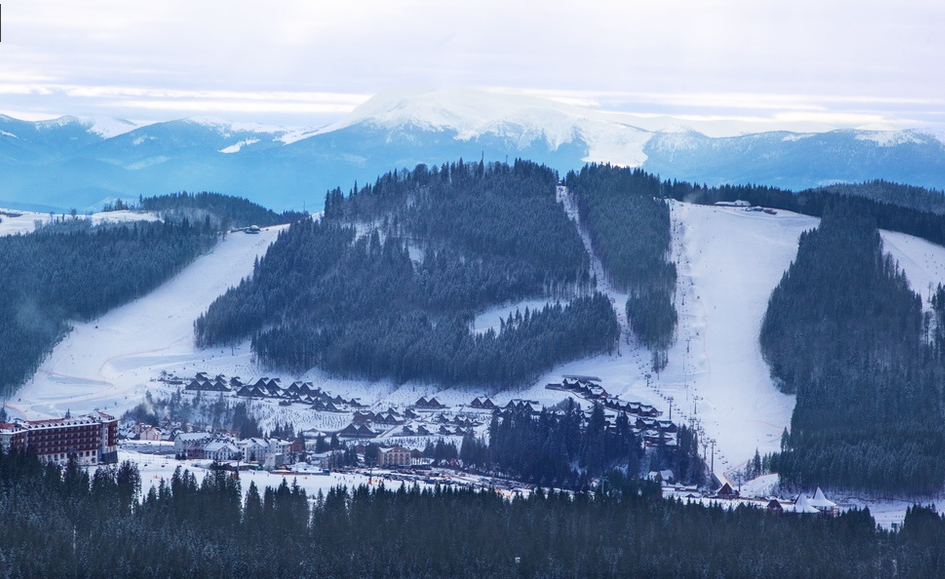
Котеджі та готель Radisson Blu Bukovel
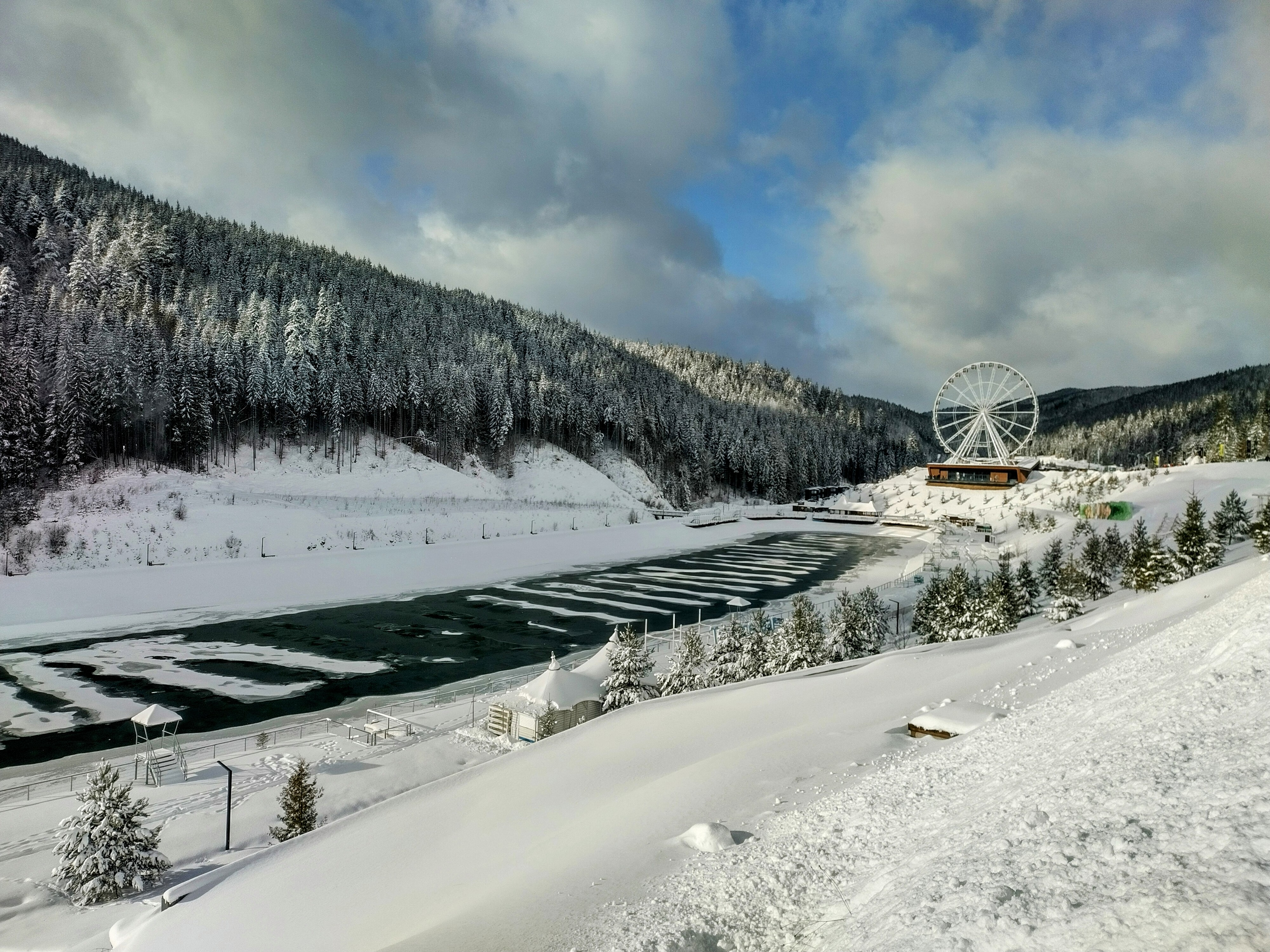
Озеро Молодості

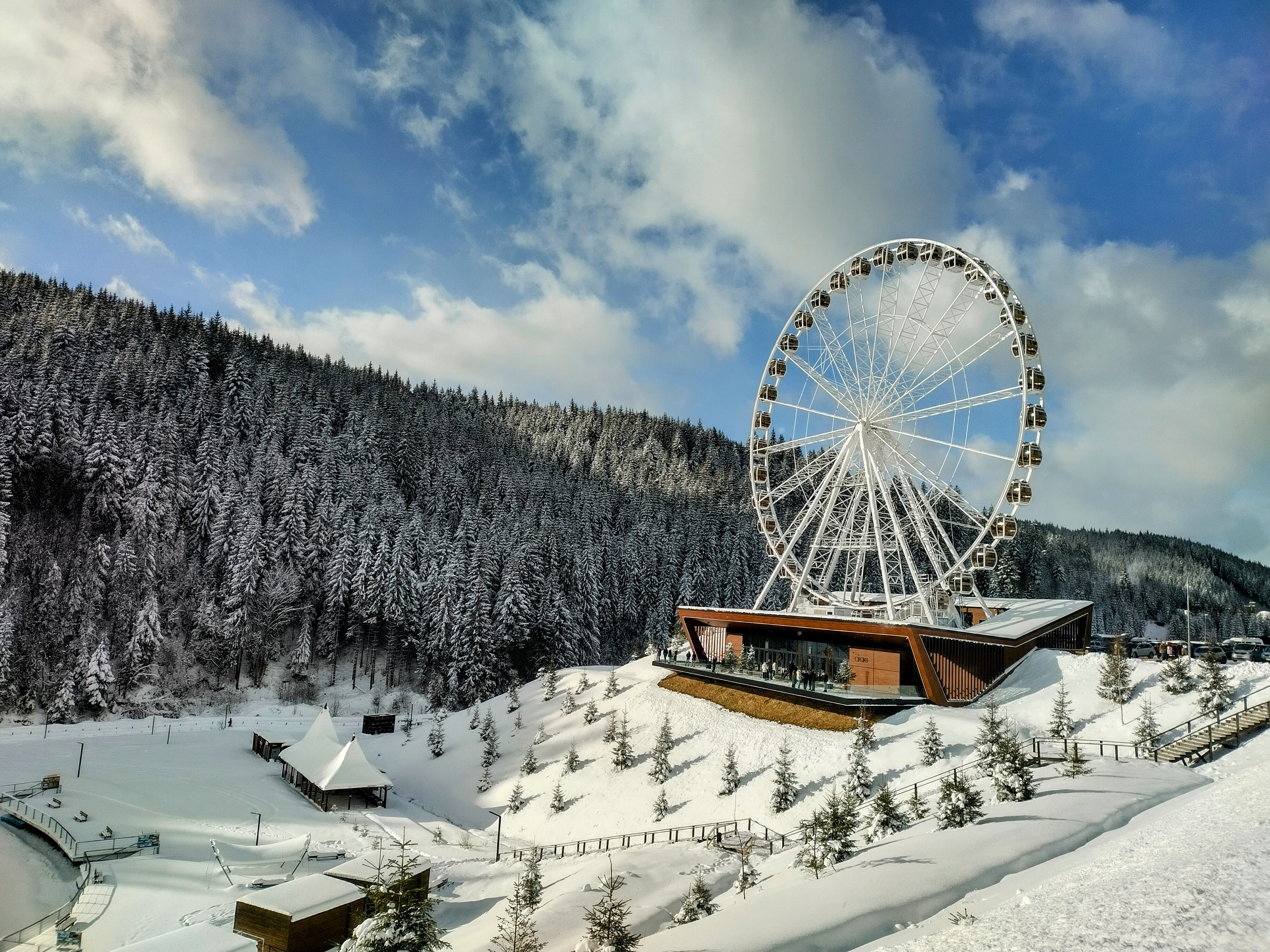
Оглядове колесо

Оглядове колесо має висоту 45 метрів. Оздоблена площа навколо — майже 9 га, площа забудови — 643,8 кв. метри (включає операторну, касу, санвузли тощо). Це одне з найбільших коліс огляду в Україні, такої висоти колесо огляду встановили в Одесі у 2011 році і тоді воно було найвищим в Україні.
Буковельський аквапарк "MAVKA" є найбільшим у східній Європі. Аквапарк має чотири поверхи. Площа ділянки — понад 3,7 га, площа забудови  — майже 8 тис кв. метрів, пропускна здатність — 1100 осіб. Станом на сьогодні аквапарк має хвилястий басейн, дитячий водний майданчик, дві вуличні зони для купання просто неба, димну сауну, окреме SPA та шість водних гірок. Аквапарк MAVKA створено з урахуванням інклюзивних потреб та енергоефективних практик. У майбутньому планується облаштування ще 6 водних гірок.

### Траси та витяги

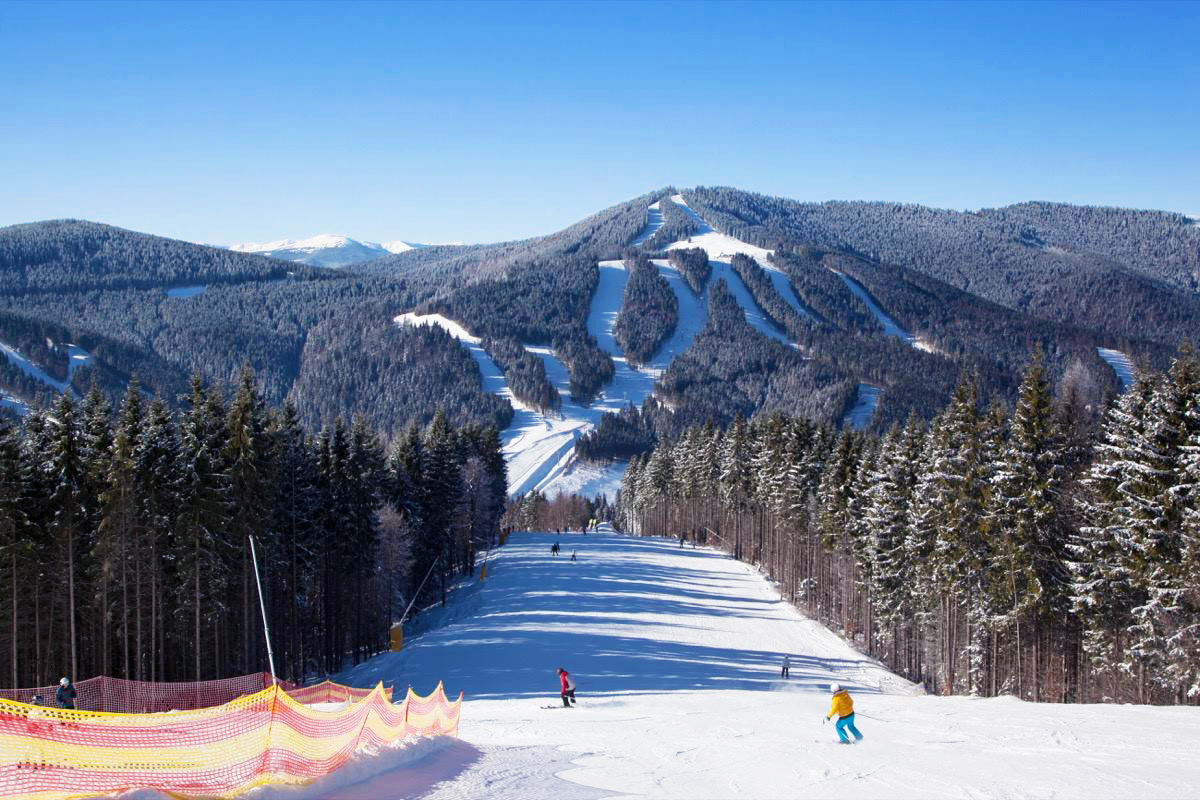
Гірськолижні траси курорту

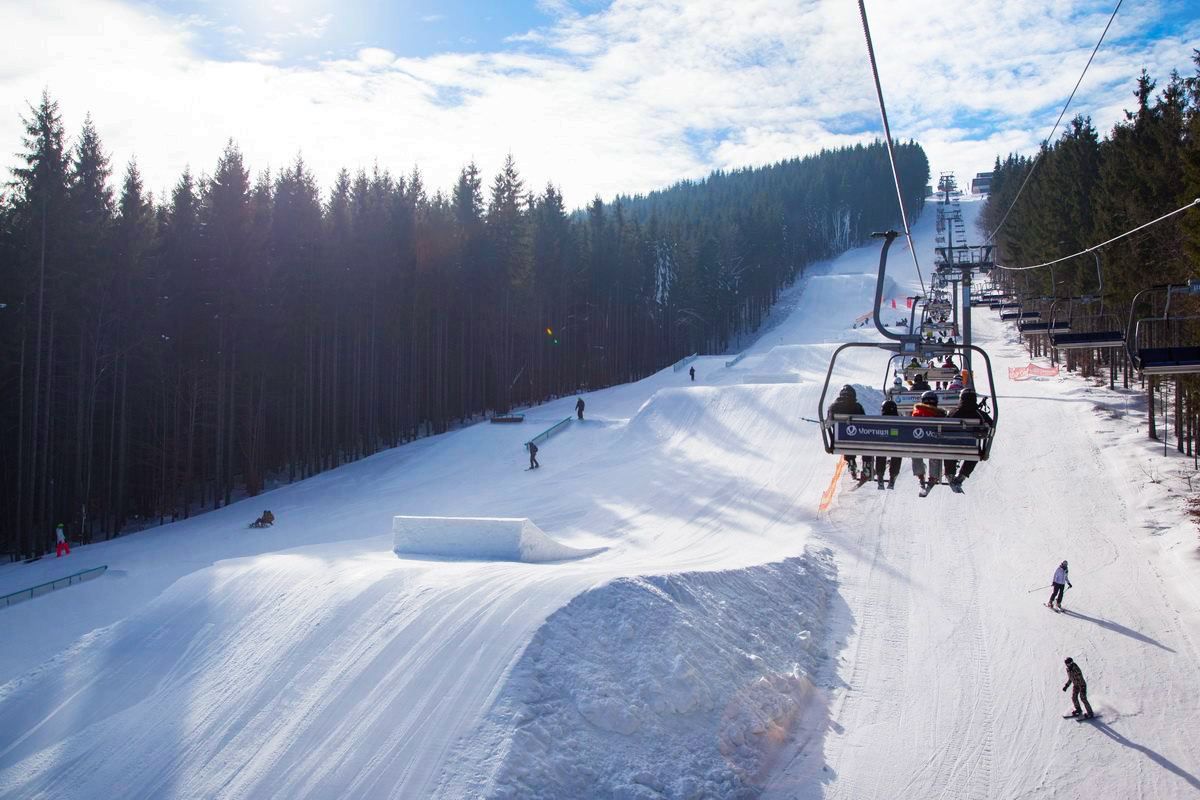
Сноупарк курорту на трасі 8А

Траси проходять на спеціально підготовлених схилах із трав'яною основою. Всі обладнані сніговими гарматами та захищені від прямого сонячного проміння. Траси готують для катання спеціальною снігонапилювальною та сніготрамбувальною технікою. Освітлення 7 трас (1C, 1E, 2A, 2B, 7A, 14A і 14B) дозволяє кататися й у вечірній період.

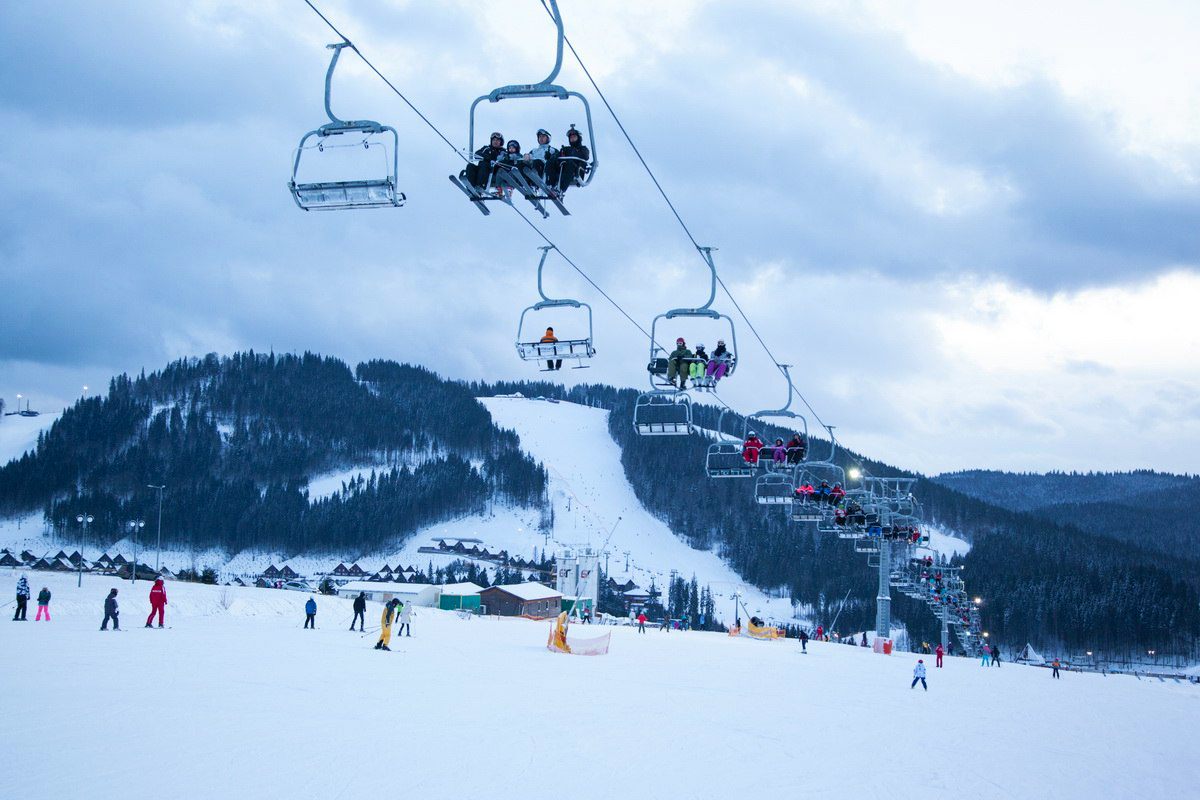
Чотирьохкрісельний витяг

В сезон на курорті функціонують 19  витягів з загальною пропускною здатністю близько 35 тис осіб на год. Одночасно, комфортно на схилах курорту можуть кататись 20 тис осіб.
- Кількість трас: 68[10]
- Довжина трас: від 300 до 2353 м.
- Класифікація трас: сині, червоні, чорні, могул (№1В) та фрі-райд (є спортивні траси та біатлонна траса)
- Перепад висот: від 40 до 285 м.

19 витягів, зокрема:
- 1  — шестикрісельний  (№ 3)
- 13— чотирикрісельні    (№№ 1, 2R, 5, 7, 8, 11, 12, 13, 14, 15, 16, 17, 22)
- 1  — двокрісельний      (№ 2)
- 1  — трикрісельний      (№ 9)
- 3  — бугель                    (№ 6, 7R, M)

### Bukovel Ski School
Bukovel Ski School [Архівовано 29 вересня 2013 у Wayback Machine.] — гірськолижна та сноуборд школа «Буковель» була заснована у 2001 р. менеджерами гірськолижного курорту «Буковель» і тренерами з гірськолижного спорту та сноубордингу.

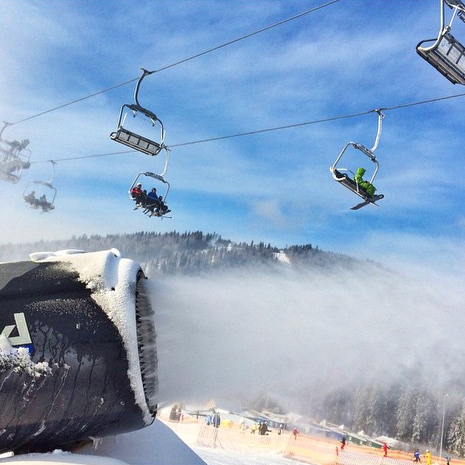
Снігова гармата

Діяльність школи спрямована на навчання людей всіх вікових категорій, підготовку професійних спортсменів, пропаганду здорового способу життя та гірськолижного спорту.
Bukovel Ski School виступає головним організатором змагань з гірськолижного спорту та сноубордингу дітей, аматорів, спортсменів та інструкторів — більше 30 змагань у зимовий сезон. У літній період школа займається організацією програми дитячого спортивно-оздоровчого табору «Буковель», який функціонує на території курорту, а також проводить різноманітні розважальні заходи для відвідувачів ТК «Буковель». Bukovel Ski School також є організатором масштабних благодійних соціальних проєктів («Ставай на лижі», «Спортивна секція», «Щасливі діти»), що направлені на популяризацію гірсько-лижного спорту серед дітей, юних спортсменів, учнів шкіл-інтернатів.
Постійними партнерами Bukovel Ski School є: Міністерство освіти і науки України, Міністерство молоді та спорту України, Федерація лижного спорту України, Національний олімпійський комітет України.
Всі інструктори школи пройшли навчання відповідно до міжнародних стандартів підготовки інструкторів з гірсько-лижного та сноуборд спорту — ISIA.

### Bukovel Bike Park
Bukovel Bike Park — велопарк на території туристичного комплексу Буковель. Парк обладнаний трасами для різних дисциплін гірського велоспорту (маунтінбайкінг MTB): Cross-Country, DownHill.
- Довжина трас для велопрогулянок — 46,7 км
- Довжина трас для швидкісного спуску — 4,7 км

Байк Парк пропонує 10 маршрутів різного рівня складності та протяжності — від оглядових трас до DownHill і SuperD.
За сезон парк відвідує понад 6000 туристів.
Bukovel Bike Park є організатором та основною локацією проведення багатьох вело змагань, зокрема щорічних Bukovel Grand Bike Fest, Національний DownHill чемпіонат України, Bukovel DH.

### Біатлонна траса та стрільбище
Паперова робота по зведенню комплексу почалась ще у 2018 році з виділення землі. Але затвердити проєкт та отримати від держави кошти вдалось не одразу. Почали споруджувати Біатлонну трасу та стрільбище тому ж 2019 році. Роботи розділили на три черги: перша - траса на 4 кілометри, стрільбище на 32 вогневих рубежі, системи засніження, освітлення.  Друга і третя – це трибуна на три тисячі глядачів (буде можливість звести також тимчасову трибуну), тунелі, цокольна платформа, адмінбудівля, асфальтування траси для лижеролерів, освітлення, готелі-будинки для проживання спортсменів, кімнати для зберігання зброї та допінг-контролю, коментаторські, медіа-центр.
Станом на листопад 2020 року, на біатлонній арені було встановлено стрільбища, яке розраховане на 32 установки, а не 30, як на більшості стадіонів, виконано основі земляні роботи. Фактично було виконано всі роботи в межах 1 черги спорудження. В грудні того ж року пройшли перші змагання.  
Станом на вересень 2021, на комплексі проведено основі асфальтні та бетонні роботи трас, частково змонтовано освітлення.
У 2024 році проєкт продовжує розвиватися, розширюються траси, продовжується модернізація систем, проведено асфальтування більшості доріжок. У кінці 2024 року на трасі пройшов другий в сезоні 2023/24 Чемпіонат України з біатлону.

### VODA day&night club
VODA day & night club – це комплекс розваг і послуг. Влітку приймає до 1500 відвідувачів, які відпочивають на шезлонгах на березі озера, в надувному аквапарку, в релакс-зоні та біля великого басейну. Також, окрім денного відпочинку, гості можуть розважитися під нічні шоу-програми та виступи артистів із унікальної сцени на воді.
Узимку працює релакс-зона, що вміщає до 200 людей. Гостям пропонується цілий комплекс послуг: римська парна, середземноморська сауна та фінська сауна з можливістю регулювання вологості, яка зроблена з канадського кедра, що володіє цілющою силою та природним чудесним ароматом. Крім того, для покращення імунітету та позбавлення від низки недуг можна відвідати соляну печеру.

### Міжнародний дитячий центр «Артек-Буковель»
Дитячий табір «Артек», після анексії Криму Російською Федерацією змушений був перебратися в Карпати.
У 2014 році завдяки зусиллям команди артеківців та компанії «Ресорт Менеджмент Груп» при сприянні туристичного комплексу «Буковель» і Департаменту освіти, науки, сім'ї, молоді та спорту Івано-Франківської ОДА було створено Міжнародний дитячий центр «Артек-Буковель».
Перша зміна табору розпочалась — 16 червня 2014 року. «Артек-Буковель» готовий прийняти за одну зміну на відпочинок 1500 дітей, а за ціле літо — більше 10 000. Взимку в сезоні 2014—2015 років МДЦ «Артек-Буковель» планує прийняти першу свою зимову зміну, і перейти на цілорічну роботу.
Станом на 2023 рік Міжнародний дитячий центр «Артек-Буковель» продовжує функціонувати. До прикладу влітку центр прийняв 1200 дітей із дитячих будинків сімейного типу за сприяння фінансової підтримки Фундації Олени Зеленської. Програма кожного заїзду передбачає походи, квести, творчі конкурси, зустрічі з відомими особистостями, а також багато спортивних активностей.

## Перспективи розвитку курорту

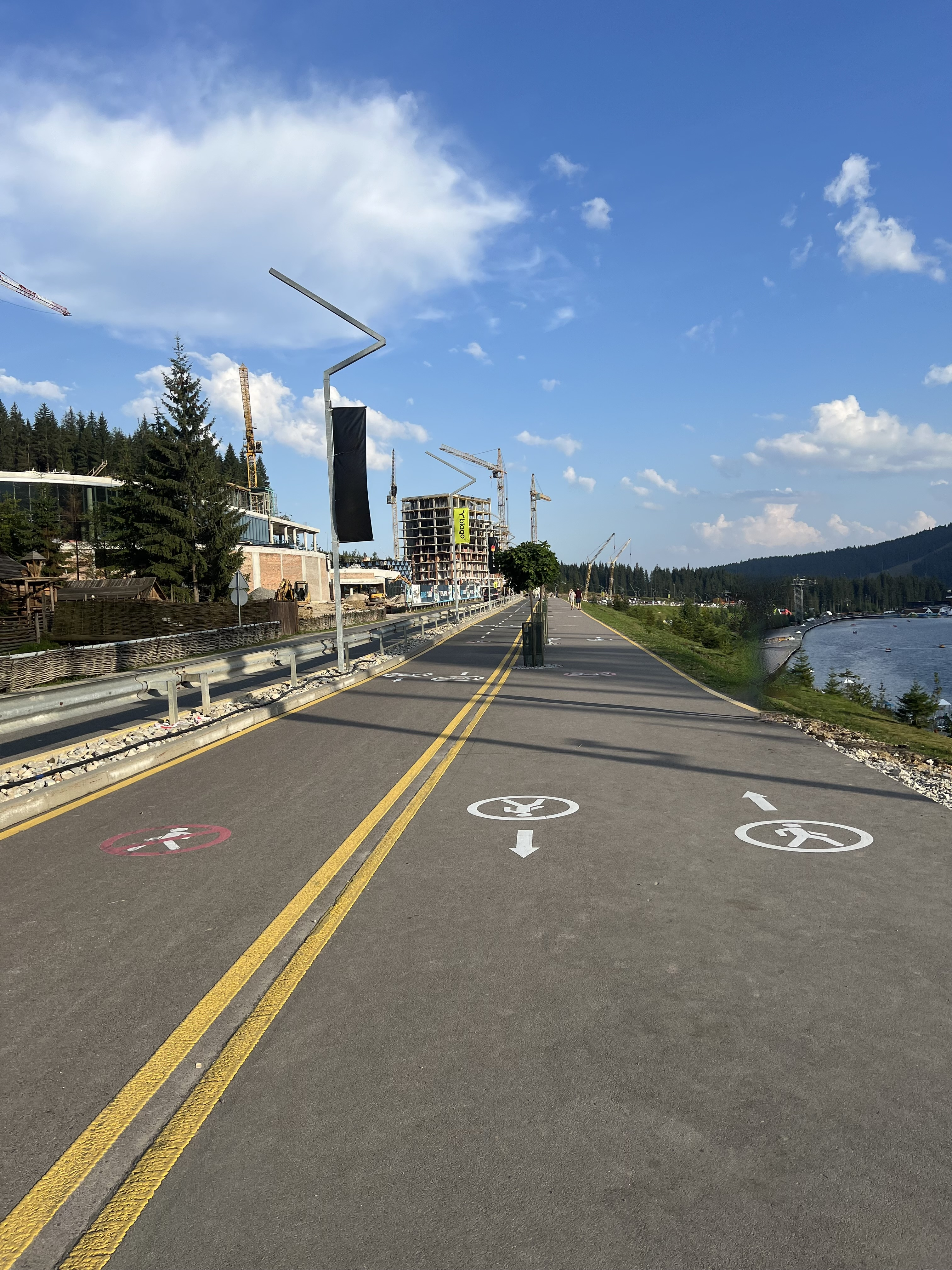
Променад біля великого озера. Зліва видно будівництво аквапарку та апарт-готелю

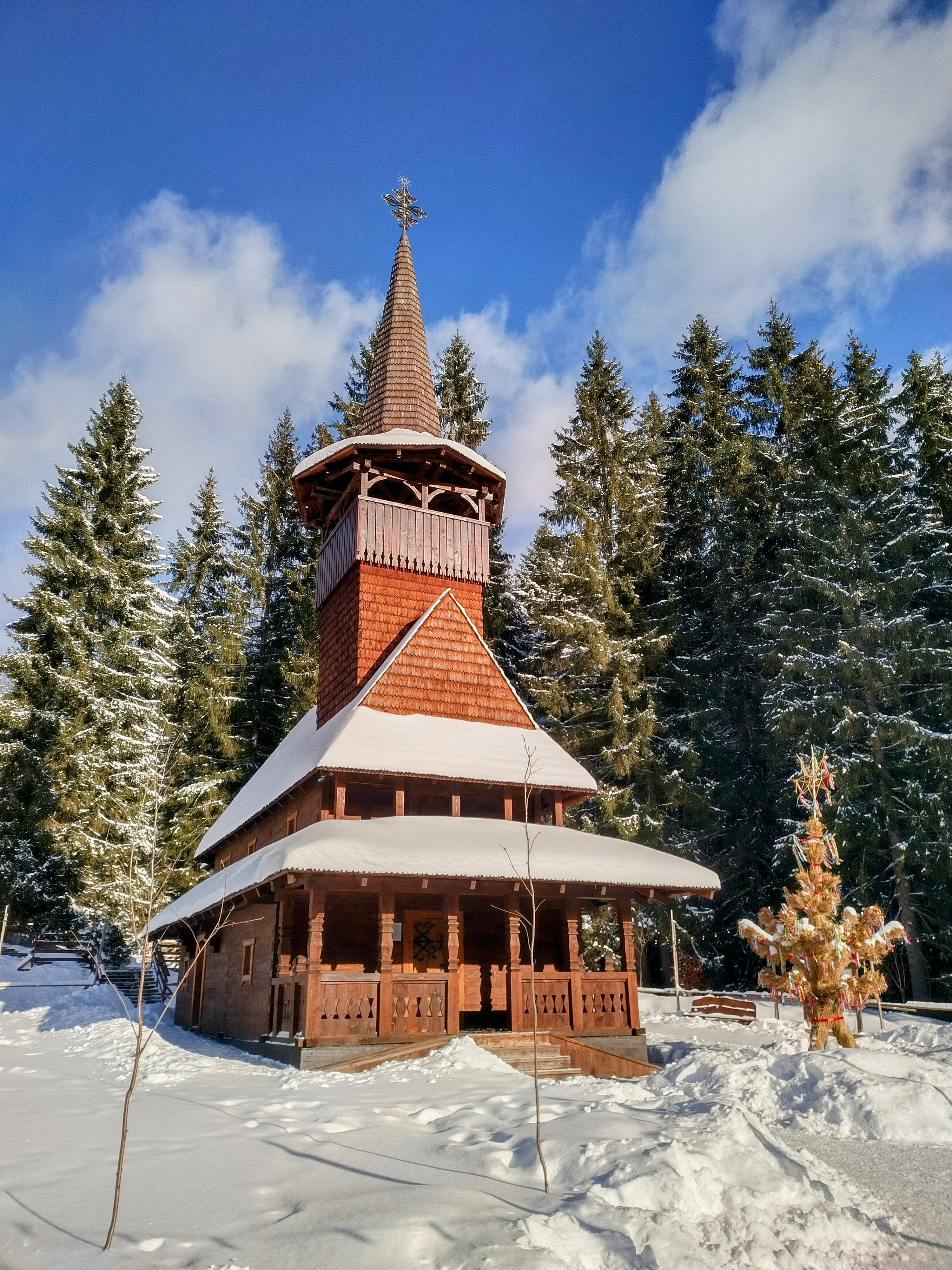
Церква усіх Святих України

Курорт активно розвивається — постійно ведуться роботи з розширення інфраструктури та прокладення нових лижних трас, більша частина будівель була збудована в останні кілька років.
Майстер план розвитку Буковелю передбачає установку 26 великих витягів із сумарною продуктивністю 57000 осіб на годину і будівництво трас загальною площею 379 гектарів, що дозволить комфортно вмістити 19500 туристів одночасно. Після завершення п'ятого, остаточного етапу будівництва курорт буде мати 118 кілометрів гірськолижних трас, що дозволить курорту увійти до числа 50-ти найбільших гірськолижних курортів світу.
Загальний план також передбачає створення 13200 спальних місць в готелях на території курорту, 13380 місць в будинках розташованих у безпосередній близькості до схилів, 3650 місць у котеджах і 3160 місць в житлових будинках для співробітників курорту (всього 33390 спальних місць). Для даного курорту із загальною місткістю більше 20000 чоловік також заплановано 2500 місць паркування автомобілів на денних автостоянках (включаючи 2000 місць у двох великих паркувальних спорудах).
- залізнична гілка;
- канатна дорога Яремче-Буковель;
- готельний комплекс економ-класу для студентів з дансингами та аквапарком;[17]
- критий паркінг на 3000 автомобілів;
- льодовий палац;
- нові траси;
- хаф-пайп.

Станом на літо 2023 року активно здійснювалась реалізація наступних проєктів:
— акумулюючого ставу №3 для снігових систем ТК «Буковель». Загальна площа ставка — 4,4 га, площа водного дзеркала — 2,1 га, об’єм води — 150 тис. кубічних метрів;
— будуються нові готелі та апартаменти
2025
У січні 2025 відкрито Офіс сталого розвитку і заявлено про мету стати першою сертифікованою туристичною дестинацією в Україні за міжнародними стандартами сталості Green Destinations. Керівник Офісу сталого розвитку Bukovel – голова громадської організації "Еконація" Богдан Красавцев. 
Встановлено датчики з моніторингу якості повітря та проведено заміри шумового та світлового забруднення.
Навесні 12 закладів гостинності Bukovel успішно пройшли сертифікацію за міжнародною екологічною програмою Green Key ("Зелений ключ").
Курорт доєднався до міжнародної програми Climate Friendly Travel.
Bukovel запустив освітню ініціативу зі сталого розвитку для дітей. Перші два заходи відбулись у травні для учнів Поляницької школи. 
Відбулося оновлення довкола рецепції Hotel Bukovel, зокрема, створено лаунж-зону з пуфами і батутом, додано настільний футбол, гойдалку та живі квіти. 
Відбулося оновлення Озера молодості до літнього сезону, зокрема, облаштовано інклюзивний заїзд, нові лавки та кабінки для перевдягання, а також оновлено засоби для порятунку відпочивальників. 
Озеро Молодості відзначено сертифікатом Blue Flag ("Блакитний прапор").

### Критика розвитку курорту
Розширення та розбудова курорту знищує унікальну екосистему місцевості, курорт перетворюється на велике місто в горах.
Через зміну клімату вчені прогнозують зникнення значної кількості гірськолижних курортів у Європі, включаючи Україну.